# Parc naturel côtier de Rimigliano
Le Parc naturel côtier de Rimigliano (en italien : Parco naturale costiero di Rimigliano) est une zone naturelle protégée créée en 1973 et située sur la commune de San Vincenzo, dans  la province de Livourne en Toscane,.
Il s'étend sur environ 6 km de la Côte des Étrusques.

## Territoire
Le parc s'étend le long de la côte sur une longueur de près de six kilomètres avec une profondeur moyenne (entre la côte et la route provinciale) variant de 200 à 240 mètres. La superficie totale du parc est d'environ 1 200 hectares, sans compter la plage domaniale.
Le parc est densément boisé et protégé des vents marins par un système dunaire continu, très bien formé et conservé, d'une hauteur moyenne de cinq mètres avec des sommets isolés de plus de dix mètres.

## Histoire
Le Parc Rimigliano fait partie des Parcs Val di Cornia, une société fondée en 1993 par les communes de Campiglia Marittima, Piombino, San Vincenzo, Sassetta et Suvereto qui gère également les 5 autres parcs suivants : 
- Parc archéologique de Baratti et Populonia,
- Parc archéologique des mines de San Silvestro,
- Parc naturel côtier de la Sterpaia,
- Parc interprovincial de Montioni,
- Parc forestier de Poggio Neri.

La contrainte environnementale de non-constructibilité absolue, imposée depuis le début des années 1970 et le fait que le territoire du parc était presque entièrement une propriété privée (Della Gherardesca), ont permis que ces six kilomètres de côte sablonneuse, avec deux cents mètres de forêt littorale, restent pratiquement intacts, dans leur état naturel. Même si la propriété était privée, l'impossibilité pratique de clôturer le parc, en raison de sa conformation particulière, a fait que, à partir de la fin des années 1960, l'usage public du parc a été consolidé de manière pacifique. Ces dernières années, la commune a également acquis la propriété formelle de la quasi-totalité du parc, à la seule exception de la Villa dei Cavalleggeri et de certains terrains environnants.
Le périmètre actuel du parc côtier remonte au début du XIXe siècle, sous la domination française. En effet, lorsque Napoléon Ier attribua la Principauté de Piombino à sa sœur Élisa Bonaparte, pour permettre à la princesse une digne arrivée dans sa possession, en seulement deux ans (1804-1805) fut construite la route côtière de San Vincenzo à Piombino, appelée depuis « della Principessa ». La nouvelle route séparait clairement la partie côtière du domaine de Rimigliano, entièrement boisée, de la partie intérieure, en partie arable et en partie occupée par le grand lac de Rimigliano.

## Flore
Le parc est peuplé d'un grand nombre d'espèces végétales, appartenant pour la plupart au maquis méditerranéen typique.

## Activité
L'accès au parc est totalement gratuit et peut s'effectuer aussi bien depuis la route provinciale della Principessa que depuis la grande plage qui la longe sur les six kilomètres de son développement.
La principale activité exercée dans le parc est balnéaire, concentrée dans la période de juin à septembre et située essentiellement sur la plage.

## Galerie

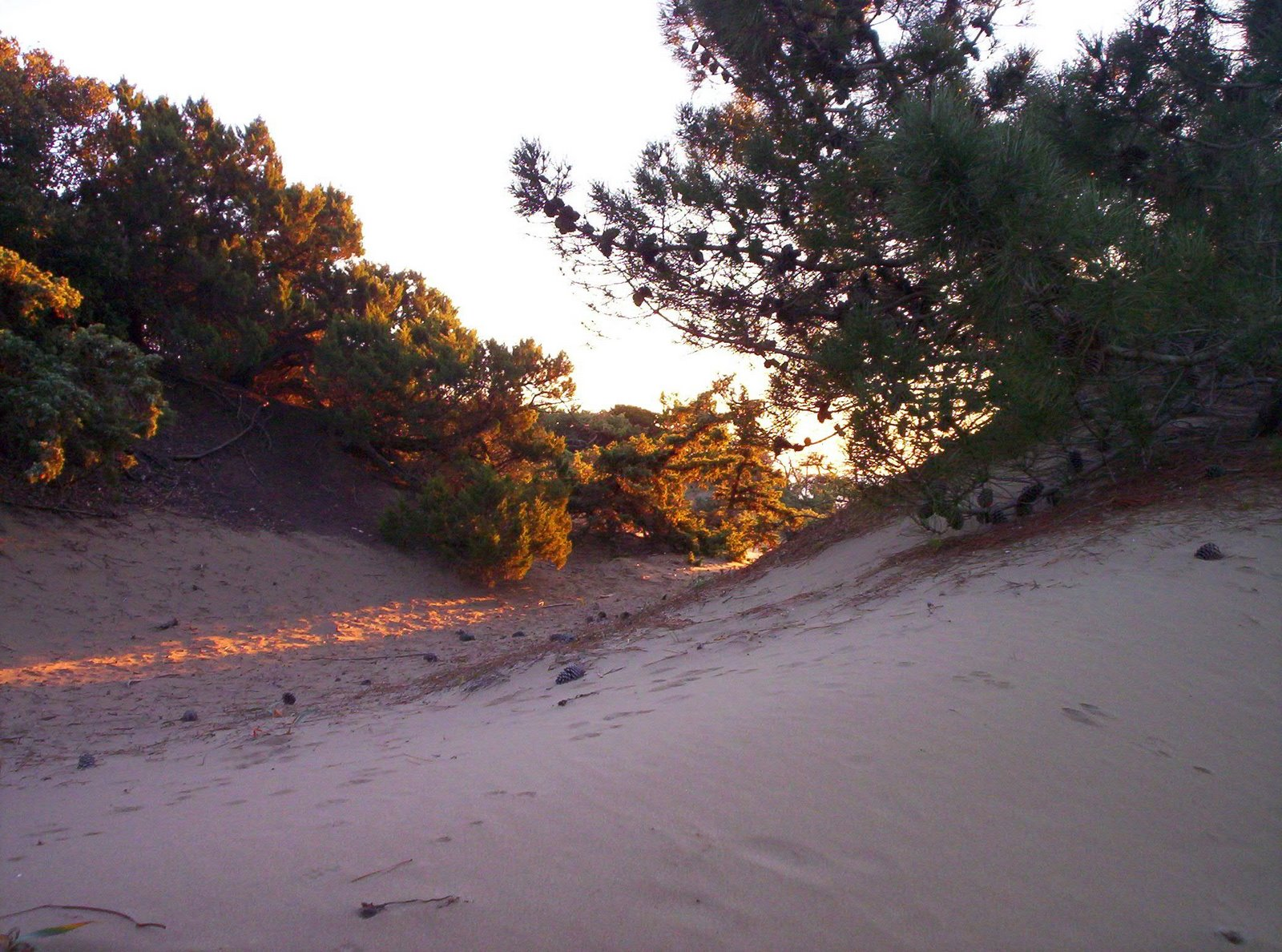
Domaine dunaire.
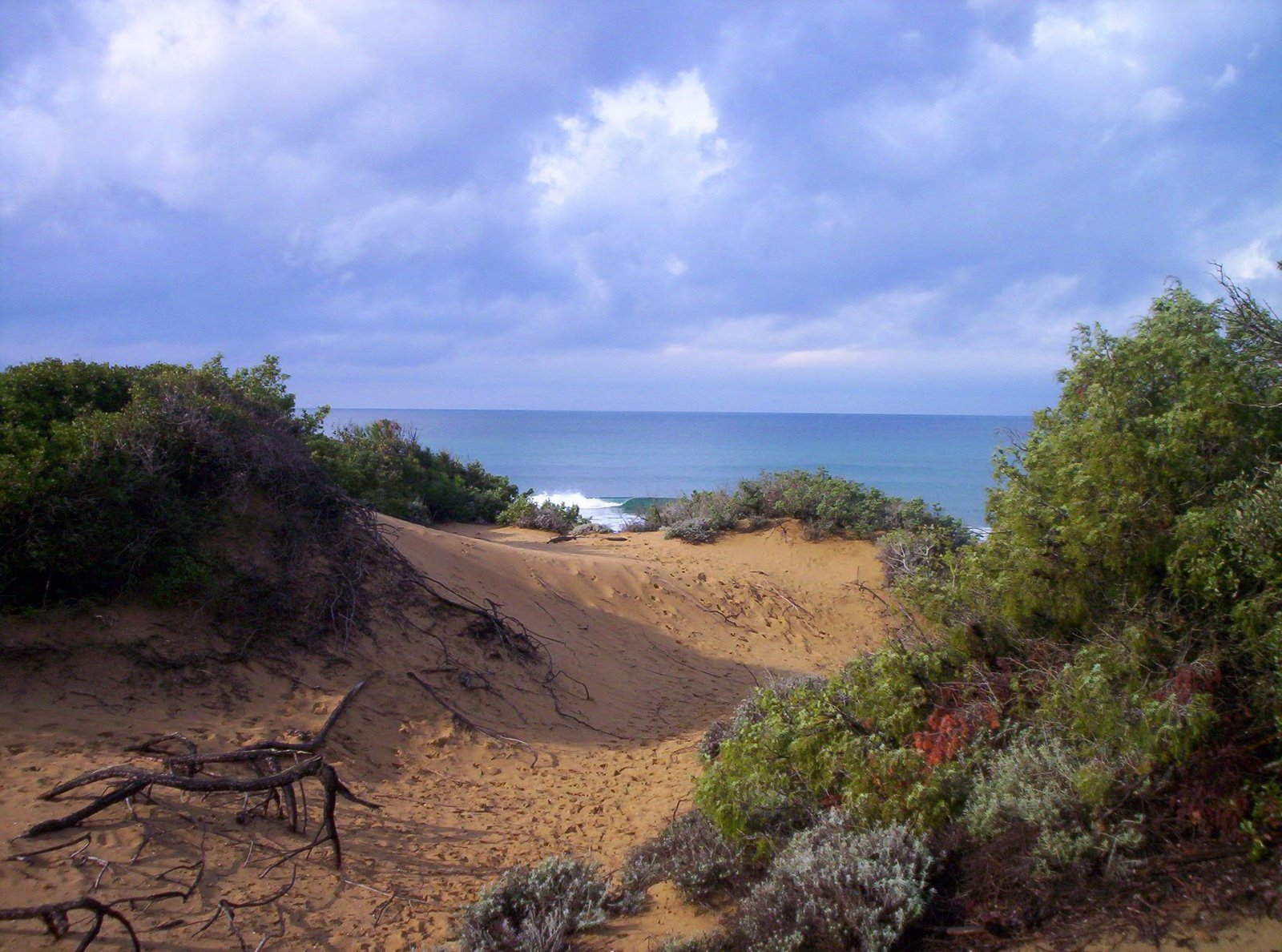
Domaine dunaire.
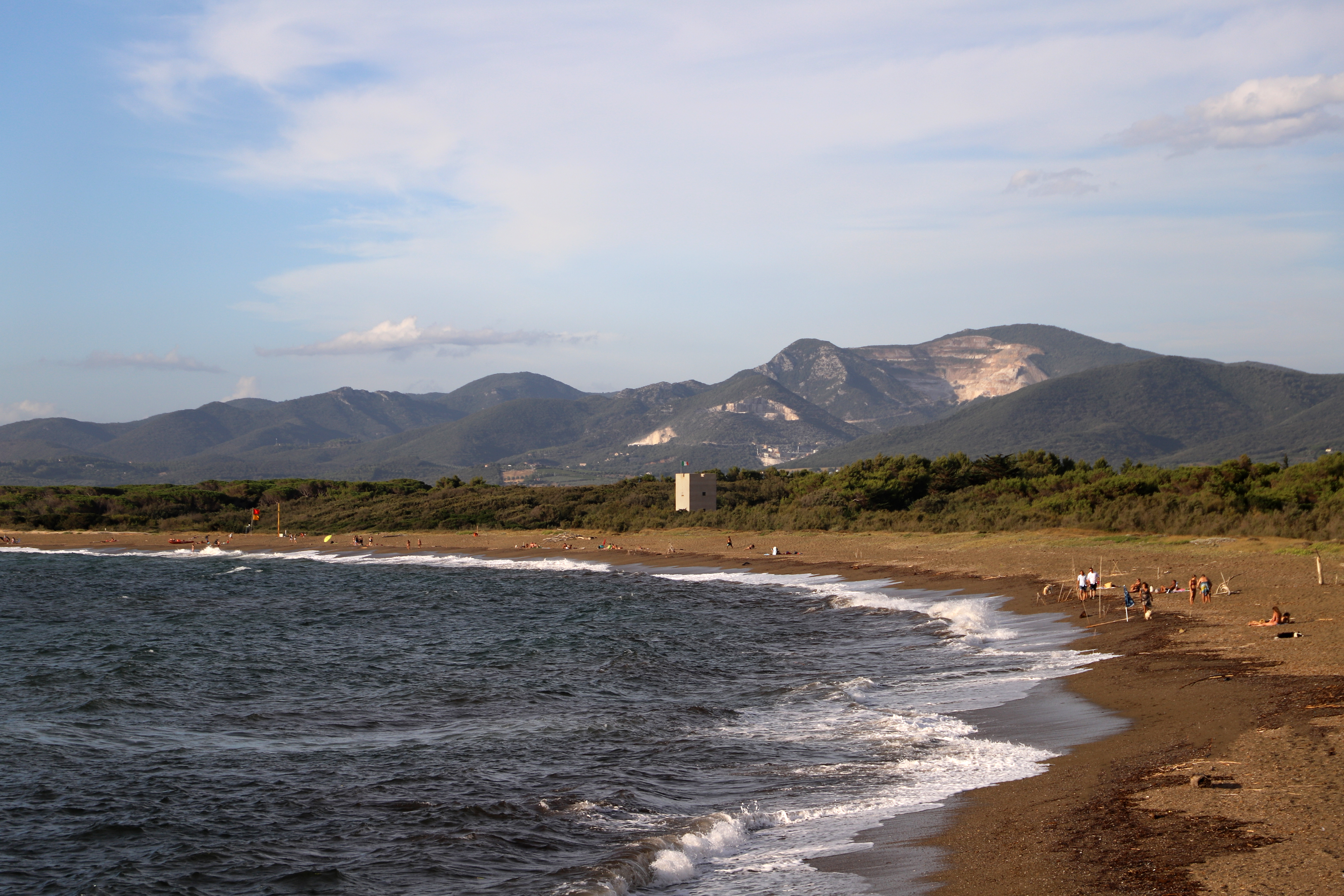
Plage de la Torre Vecchia.
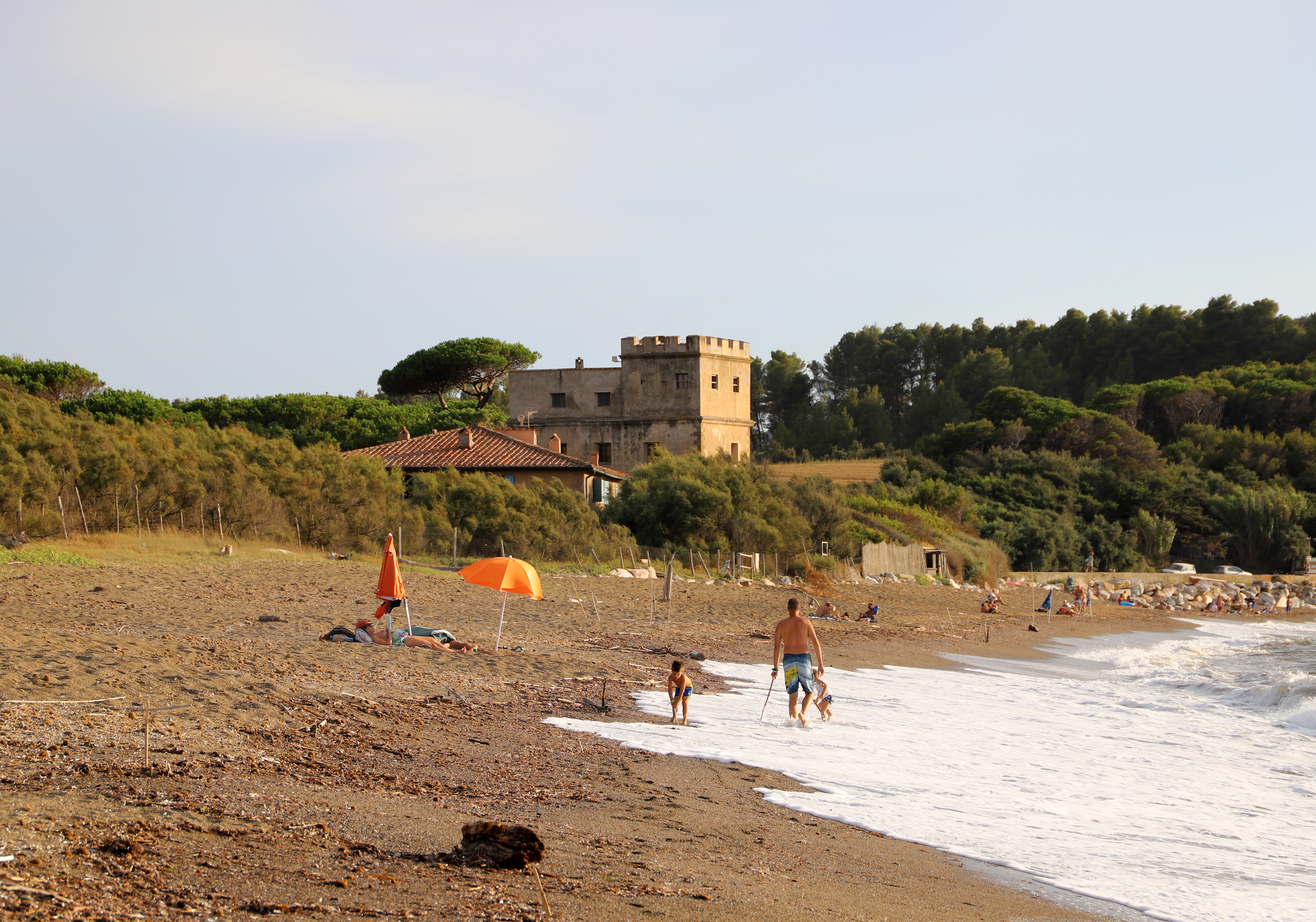
Plage de la Torre Nuova.